# Karl Neumer
Karl Neumer, född 23 februari 1887 i Reinhardtsgrimma, död 16 maj 1984 i Pirna, var en tysk tävlingscyklist.
Neumer blev olympisk silvermedaljör i lagförföljelse vid sommarspelen 1908 i London.